# Два коні проти пішака
Два ко́ні про́ти пішака́ — одне зі складних закінчень у шаховій грі; в теорії ендшпілю цей розділ розроблено на початку XX століття О. Троїцьким, який встановив, що мат двома конями можливий (у низці позицій) завдяки наявності у суперника пішака; що маючи можливість просуватись уперед, позбавляє можливості добитись пата і дозволяє стороні, що має двох коней, вибудувати матову позицію.

## Умови для мату
Типові заключні позиції при матуванні двома конями у лівому верхньому куті дошки:
| a4 чорний король | b4              | c4            | d4 |
| a3               | b3              | c3 білий кінь | d3 |
| a2               | b2 білий король | c2 білий кінь | d2 |
| a1               | b1              | c1            | d1 |

| a4 чорний король | b4              | c4            | d4 |
| a3               | b3              | c3 білий кінь | d3 |
| a2 білий кінь    | b2 білий король | c2            | d2 |
| a1               | b1              | c1            | d1 |

Закінчення король із двома конями проти самотнього короля призводить до нічиєї, якщо звичайно сторона, яка обороняється буде правильно реалізовувати патову ідею, будучи вже із затиснутим королем в кутку дошки. Досягнути матових позицій поданих вище за відсутності у слабшої сторони інших фігур та її правильній грі є неможливим через виникнення патових позицій. Але, коли у слабшої сторони є ще пішак, то його можна використати для уникнення пату.
У цьому випадку стороні, що атакує слід спробувати надійно заблокувати цього пішака якомога швидше, щоб надалі бути здатним виграти темпи для перекидання замикаючого коня й підключення його до процесу матування.
У деяких випадках число ходів, необхідних для виграшу в цьому ендшпілі, перевищує 50, що у минулому спеціально оговорили правилами гри (див. Правило п'ятдесяти ходів). Станом на 2020 рік «Правило 50 ходів» застосовується до всіх типів позицій без винятку.
У сучасній шаховій практиці до аналізу цього ендшпілю залучаються комп'ютери. Шляхом ретроспективного аналізу у 1980-х роках ендшпіль «Два коні проти пішака» (та всі інші 5-фігурні закінчення) було повністю розраховано К. Томпсоном, згодом Є. Налімовим (див. Ендшпільні таблиці Налімова) та іншими.

## Лінія Троїцького
Троїцький з'ясував, що якщо пішак слабшої сторони заблокований конем на так званій лінії Троїцького або перед нею, сильніша сторона може поставити мат незалежно від того, де перебувають інші три фігури. У деяких випадках при оптимальній грі обох сторін для виграшу необхідно 115 ходів, тобто слабша сторона при сучасному шаховому «правилі 50 ходів» може зажадати нічиєї на середині процесу матування (за життя Троїцького «правила 50 ходів» не було).
|   | a | b | c | d | e | f | g | h |   |
| 8 | b6 чорний кружок · g6 чорний кружок · c5 чорний кружок · f5 чорний кружок · a4 чорний кружок · d4 чорний кружок · e4 чорний кружок · h4 чорний кружок | b6 чорний кружок · g6 чорний кружок · c5 чорний кружок · f5 чорний кружок · a4 чорний кружок · d4 чорний кружок · e4 чорний кружок · h4 чорний кружок | b6 чорний кружок · g6 чорний кружок · c5 чорний кружок · f5 чорний кружок · a4 чорний кружок · d4 чорний кружок · e4 чорний кружок · h4 чорний кружок | b6 чорний кружок · g6 чорний кружок · c5 чорний кружок · f5 чорний кружок · a4 чорний кружок · d4 чорний кружок · e4 чорний кружок · h4 чорний кружок | b6 чорний кружок · g6 чорний кружок · c5 чорний кружок · f5 чорний кружок · a4 чорний кружок · d4 чорний кружок · e4 чорний кружок · h4 чорний кружок | b6 чорний кружок · g6 чорний кружок · c5 чорний кружок · f5 чорний кружок · a4 чорний кружок · d4 чорний кружок · e4 чорний кружок · h4 чорний кружок | b6 чорний кружок · g6 чорний кружок · c5 чорний кружок · f5 чорний кружок · a4 чорний кружок · d4 чорний кружок · e4 чорний кружок · h4 чорний кружок | b6 чорний кружок · g6 чорний кружок · c5 чорний кружок · f5 чорний кружок · a4 чорний кружок · d4 чорний кружок · e4 чорний кружок · h4 чорний кружок | 8 |
| 7 | b6 чорний кружок · g6 чорний кружок · c5 чорний кружок · f5 чорний кружок · a4 чорний кружок · d4 чорний кружок · e4 чорний кружок · h4 чорний кружок | b6 чорний кружок · g6 чорний кружок · c5 чорний кружок · f5 чорний кружок · a4 чорний кружок · d4 чорний кружок · e4 чорний кружок · h4 чорний кружок | b6 чорний кружок · g6 чорний кружок · c5 чорний кружок · f5 чорний кружок · a4 чорний кружок · d4 чорний кружок · e4 чорний кружок · h4 чорний кружок | b6 чорний кружок · g6 чорний кружок · c5 чорний кружок · f5 чорний кружок · a4 чорний кружок · d4 чорний кружок · e4 чорний кружок · h4 чорний кружок | b6 чорний кружок · g6 чорний кружок · c5 чорний кружок · f5 чорний кружок · a4 чорний кружок · d4 чорний кружок · e4 чорний кружок · h4 чорний кружок | b6 чорний кружок · g6 чорний кружок · c5 чорний кружок · f5 чорний кружок · a4 чорний кружок · d4 чорний кружок · e4 чорний кружок · h4 чорний кружок | b6 чорний кружок · g6 чорний кружок · c5 чорний кружок · f5 чорний кружок · a4 чорний кружок · d4 чорний кружок · e4 чорний кружок · h4 чорний кружок | b6 чорний кружок · g6 чорний кружок · c5 чорний кружок · f5 чорний кружок · a4 чорний кружок · d4 чорний кружок · e4 чорний кружок · h4 чорний кружок | 7 |
| 6 | b6 чорний кружок · g6 чорний кружок · c5 чорний кружок · f5 чорний кружок · a4 чорний кружок · d4 чорний кружок · e4 чорний кружок · h4 чорний кружок | b6 чорний кружок · g6 чорний кружок · c5 чорний кружок · f5 чорний кружок · a4 чорний кружок · d4 чорний кружок · e4 чорний кружок · h4 чорний кружок | b6 чорний кружок · g6 чорний кружок · c5 чорний кружок · f5 чорний кружок · a4 чорний кружок · d4 чорний кружок · e4 чорний кружок · h4 чорний кружок | b6 чорний кружок · g6 чорний кружок · c5 чорний кружок · f5 чорний кружок · a4 чорний кружок · d4 чорний кружок · e4 чорний кружок · h4 чорний кружок | b6 чорний кружок · g6 чорний кружок · c5 чорний кружок · f5 чорний кружок · a4 чорний кружок · d4 чорний кружок · e4 чорний кружок · h4 чорний кружок | b6 чорний кружок · g6 чорний кружок · c5 чорний кружок · f5 чорний кружок · a4 чорний кружок · d4 чорний кружок · e4 чорний кружок · h4 чорний кружок | b6 чорний кружок · g6 чорний кружок · c5 чорний кружок · f5 чорний кружок · a4 чорний кружок · d4 чорний кружок · e4 чорний кружок · h4 чорний кружок | b6 чорний кружок · g6 чорний кружок · c5 чорний кружок · f5 чорний кружок · a4 чорний кружок · d4 чорний кружок · e4 чорний кружок · h4 чорний кружок | 6 |
| 5 | b6 чорний кружок · g6 чорний кружок · c5 чорний кружок · f5 чорний кружок · a4 чорний кружок · d4 чорний кружок · e4 чорний кружок · h4 чорний кружок | b6 чорний кружок · g6 чорний кружок · c5 чорний кружок · f5 чорний кружок · a4 чорний кружок · d4 чорний кружок · e4 чорний кружок · h4 чорний кружок | b6 чорний кружок · g6 чорний кружок · c5 чорний кружок · f5 чорний кружок · a4 чорний кружок · d4 чорний кружок · e4 чорний кружок · h4 чорний кружок | b6 чорний кружок · g6 чорний кружок · c5 чорний кружок · f5 чорний кружок · a4 чорний кружок · d4 чорний кружок · e4 чорний кружок · h4 чорний кружок | b6 чорний кружок · g6 чорний кружок · c5 чорний кружок · f5 чорний кружок · a4 чорний кружок · d4 чорний кружок · e4 чорний кружок · h4 чорний кружок | b6 чорний кружок · g6 чорний кружок · c5 чорний кружок · f5 чорний кружок · a4 чорний кружок · d4 чорний кружок · e4 чорний кружок · h4 чорний кружок | b6 чорний кружок · g6 чорний кружок · c5 чорний кружок · f5 чорний кружок · a4 чорний кружок · d4 чорний кружок · e4 чорний кружок · h4 чорний кружок | b6 чорний кружок · g6 чорний кружок · c5 чорний кружок · f5 чорний кружок · a4 чорний кружок · d4 чорний кружок · e4 чорний кружок · h4 чорний кружок | 5 |
| 4 | b6 чорний кружок · g6 чорний кружок · c5 чорний кружок · f5 чорний кружок · a4 чорний кружок · d4 чорний кружок · e4 чорний кружок · h4 чорний кружок | b6 чорний кружок · g6 чорний кружок · c5 чорний кружок · f5 чорний кружок · a4 чорний кружок · d4 чорний кружок · e4 чорний кружок · h4 чорний кружок | b6 чорний кружок · g6 чорний кружок · c5 чорний кружок · f5 чорний кружок · a4 чорний кружок · d4 чорний кружок · e4 чорний кружок · h4 чорний кружок | b6 чорний кружок · g6 чорний кружок · c5 чорний кружок · f5 чорний кружок · a4 чорний кружок · d4 чорний кружок · e4 чорний кружок · h4 чорний кружок | b6 чорний кружок · g6 чорний кружок · c5 чорний кружок · f5 чорний кружок · a4 чорний кружок · d4 чорний кружок · e4 чорний кружок · h4 чорний кружок | b6 чорний кружок · g6 чорний кружок · c5 чорний кружок · f5 чорний кружок · a4 чорний кружок · d4 чорний кружок · e4 чорний кружок · h4 чорний кружок | b6 чорний кружок · g6 чорний кружок · c5 чорний кружок · f5 чорний кружок · a4 чорний кружок · d4 чорний кружок · e4 чорний кружок · h4 чорний кружок | b6 чорний кружок · g6 чорний кружок · c5 чорний кружок · f5 чорний кружок · a4 чорний кружок · d4 чорний кружок · e4 чорний кружок · h4 чорний кружок | 4 |
| 3 | b6 чорний кружок · g6 чорний кружок · c5 чорний кружок · f5 чорний кружок · a4 чорний кружок · d4 чорний кружок · e4 чорний кружок · h4 чорний кружок | b6 чорний кружок · g6 чорний кружок · c5 чорний кружок · f5 чорний кружок · a4 чорний кружок · d4 чорний кружок · e4 чорний кружок · h4 чорний кружок | b6 чорний кружок · g6 чорний кружок · c5 чорний кружок · f5 чорний кружок · a4 чорний кружок · d4 чорний кружок · e4 чорний кружок · h4 чорний кружок | b6 чорний кружок · g6 чорний кружок · c5 чорний кружок · f5 чорний кружок · a4 чорний кружок · d4 чорний кружок · e4 чорний кружок · h4 чорний кружок | b6 чорний кружок · g6 чорний кружок · c5 чорний кружок · f5 чорний кружок · a4 чорний кружок · d4 чорний кружок · e4 чорний кружок · h4 чорний кружок | b6 чорний кружок · g6 чорний кружок · c5 чорний кружок · f5 чорний кружок · a4 чорний кружок · d4 чорний кружок · e4 чорний кружок · h4 чорний кружок | b6 чорний кружок · g6 чорний кружок · c5 чорний кружок · f5 чорний кружок · a4 чорний кружок · d4 чорний кружок · e4 чорний кружок · h4 чорний кружок | b6 чорний кружок · g6 чорний кружок · c5 чорний кружок · f5 чорний кружок · a4 чорний кружок · d4 чорний кружок · e4 чорний кружок · h4 чорний кружок | 3 |
| 2 | b6 чорний кружок · g6 чорний кружок · c5 чорний кружок · f5 чорний кружок · a4 чорний кружок · d4 чорний кружок · e4 чорний кружок · h4 чорний кружок | b6 чорний кружок · g6 чорний кружок · c5 чорний кружок · f5 чорний кружок · a4 чорний кружок · d4 чорний кружок · e4 чорний кружок · h4 чорний кружок | b6 чорний кружок · g6 чорний кружок · c5 чорний кружок · f5 чорний кружок · a4 чорний кружок · d4 чорний кружок · e4 чорний кружок · h4 чорний кружок | b6 чорний кружок · g6 чорний кружок · c5 чорний кружок · f5 чорний кружок · a4 чорний кружок · d4 чорний кружок · e4 чорний кружок · h4 чорний кружок | b6 чорний кружок · g6 чорний кружок · c5 чорний кружок · f5 чорний кружок · a4 чорний кружок · d4 чорний кружок · e4 чорний кружок · h4 чорний кружок | b6 чорний кружок · g6 чорний кружок · c5 чорний кружок · f5 чорний кружок · a4 чорний кружок · d4 чорний кружок · e4 чорний кружок · h4 чорний кружок | b6 чорний кружок · g6 чорний кружок · c5 чорний кружок · f5 чорний кружок · a4 чорний кружок · d4 чорний кружок · e4 чорний кружок · h4 чорний кружок | b6 чорний кружок · g6 чорний кружок · c5 чорний кружок · f5 чорний кружок · a4 чорний кружок · d4 чорний кружок · e4 чорний кружок · h4 чорний кружок | 2 |
| 1 | b6 чорний кружок · g6 чорний кружок · c5 чорний кружок · f5 чорний кружок · a4 чорний кружок · d4 чорний кружок · e4 чорний кружок · h4 чорний кружок | b6 чорний кружок · g6 чорний кружок · c5 чорний кружок · f5 чорний кружок · a4 чорний кружок · d4 чорний кружок · e4 чорний кружок · h4 чорний кружок | b6 чорний кружок · g6 чорний кружок · c5 чорний кружок · f5 чорний кружок · a4 чорний кружок · d4 чорний кружок · e4 чорний кружок · h4 чорний кружок | b6 чорний кружок · g6 чорний кружок · c5 чорний кружок · f5 чорний кружок · a4 чорний кружок · d4 чорний кружок · e4 чорний кружок · h4 чорний кружок | b6 чорний кружок · g6 чорний кружок · c5 чорний кружок · f5 чорний кружок · a4 чорний кружок · d4 чорний кружок · e4 чорний кружок · h4 чорний кружок | b6 чорний кружок · g6 чорний кружок · c5 чорний кружок · f5 чорний кружок · a4 чорний кружок · d4 чорний кружок · e4 чорний кружок · h4 чорний кружок | b6 чорний кружок · g6 чорний кружок · c5 чорний кружок · f5 чорний кружок · a4 чорний кружок · d4 чорний кружок · e4 чорний кружок · h4 чорний кружок | b6 чорний кружок · g6 чорний кружок · c5 чорний кружок · f5 чорний кружок · a4 чорний кружок · d4 чорний кружок · e4 чорний кружок · h4 чорний кружок | 1 |
|   | a | b | c | d | e | f | g | h |   |

План гри такий: один з білих коней блокує чорного пішака (на/до лінії Троїцького), встаючи перед ним, після чого білий король і вільний кінь тіснять чорного короля в кут; потім другий кінь покидає пішака і підключається до матування, в результаті якого створюється патова позиція, але пата не відбувається, оскільки чорний пішак робить вимушений хід; наступним ходом оголошується мат.
Якщо чорний пішак вирвався за лінію Троїцького, існують деякі особливі позиції чорного короля, коли мат все ще можливий, але він викликає труднощі навіть у гросмейстерів.

## Друга лінія Троїцького
Оскільки в сучасних шахах існує правило 50 ходів, німецький гросмейстер і математик Карстен Мюллер розрахував положення Другої лінії Троїцького, крайньої межі, при розташуванні до якої або на якій чорного пішака білі ставлять мат за 50 ходів, або швидше:
|   | a | b | c | d | e | f | g | h |   |
| 8 | b6 чорний хрестик · g6 чорний хрестик · a5 чорний кружок · c5 чорний кружок · d5 чорний кружок · e5 чорний кружок · f5 чорний кружок · h5 чорний кружок | b6 чорний хрестик · g6 чорний хрестик · a5 чорний кружок · c5 чорний кружок · d5 чорний кружок · e5 чорний кружок · f5 чорний кружок · h5 чорний кружок | b6 чорний хрестик · g6 чорний хрестик · a5 чорний кружок · c5 чорний кружок · d5 чорний кружок · e5 чорний кружок · f5 чорний кружок · h5 чорний кружок | b6 чорний хрестик · g6 чорний хрестик · a5 чорний кружок · c5 чорний кружок · d5 чорний кружок · e5 чорний кружок · f5 чорний кружок · h5 чорний кружок | b6 чорний хрестик · g6 чорний хрестик · a5 чорний кружок · c5 чорний кружок · d5 чорний кружок · e5 чорний кружок · f5 чорний кружок · h5 чорний кружок | b6 чорний хрестик · g6 чорний хрестик · a5 чорний кружок · c5 чорний кружок · d5 чорний кружок · e5 чорний кружок · f5 чорний кружок · h5 чорний кружок | b6 чорний хрестик · g6 чорний хрестик · a5 чорний кружок · c5 чорний кружок · d5 чорний кружок · e5 чорний кружок · f5 чорний кружок · h5 чорний кружок | b6 чорний хрестик · g6 чорний хрестик · a5 чорний кружок · c5 чорний кружок · d5 чорний кружок · e5 чорний кружок · f5 чорний кружок · h5 чорний кружок | 8 |
| 7 | b6 чорний хрестик · g6 чорний хрестик · a5 чорний кружок · c5 чорний кружок · d5 чорний кружок · e5 чорний кружок · f5 чорний кружок · h5 чорний кружок | b6 чорний хрестик · g6 чорний хрестик · a5 чорний кружок · c5 чорний кружок · d5 чорний кружок · e5 чорний кружок · f5 чорний кружок · h5 чорний кружок | b6 чорний хрестик · g6 чорний хрестик · a5 чорний кружок · c5 чорний кружок · d5 чорний кружок · e5 чорний кружок · f5 чорний кружок · h5 чорний кружок | b6 чорний хрестик · g6 чорний хрестик · a5 чорний кружок · c5 чорний кружок · d5 чорний кружок · e5 чорний кружок · f5 чорний кружок · h5 чорний кружок | b6 чорний хрестик · g6 чорний хрестик · a5 чорний кружок · c5 чорний кружок · d5 чорний кружок · e5 чорний кружок · f5 чорний кружок · h5 чорний кружок | b6 чорний хрестик · g6 чорний хрестик · a5 чорний кружок · c5 чорний кружок · d5 чорний кружок · e5 чорний кружок · f5 чорний кружок · h5 чорний кружок | b6 чорний хрестик · g6 чорний хрестик · a5 чорний кружок · c5 чорний кружок · d5 чорний кружок · e5 чорний кружок · f5 чорний кружок · h5 чорний кружок | b6 чорний хрестик · g6 чорний хрестик · a5 чорний кружок · c5 чорний кружок · d5 чорний кружок · e5 чорний кружок · f5 чорний кружок · h5 чорний кружок | 7 |
| 6 | b6 чорний хрестик · g6 чорний хрестик · a5 чорний кружок · c5 чорний кружок · d5 чорний кружок · e5 чорний кружок · f5 чорний кружок · h5 чорний кружок | b6 чорний хрестик · g6 чорний хрестик · a5 чорний кружок · c5 чорний кружок · d5 чорний кружок · e5 чорний кружок · f5 чорний кружок · h5 чорний кружок | b6 чорний хрестик · g6 чорний хрестик · a5 чорний кружок · c5 чорний кружок · d5 чорний кружок · e5 чорний кружок · f5 чорний кружок · h5 чорний кружок | b6 чорний хрестик · g6 чорний хрестик · a5 чорний кружок · c5 чорний кружок · d5 чорний кружок · e5 чорний кружок · f5 чорний кружок · h5 чорний кружок | b6 чорний хрестик · g6 чорний хрестик · a5 чорний кружок · c5 чорний кружок · d5 чорний кружок · e5 чорний кружок · f5 чорний кружок · h5 чорний кружок | b6 чорний хрестик · g6 чорний хрестик · a5 чорний кружок · c5 чорний кружок · d5 чорний кружок · e5 чорний кружок · f5 чорний кружок · h5 чорний кружок | b6 чорний хрестик · g6 чорний хрестик · a5 чорний кружок · c5 чорний кружок · d5 чорний кружок · e5 чорний кружок · f5 чорний кружок · h5 чорний кружок | b6 чорний хрестик · g6 чорний хрестик · a5 чорний кружок · c5 чорний кружок · d5 чорний кружок · e5 чорний кружок · f5 чорний кружок · h5 чорний кружок | 6 |
| 5 | b6 чорний хрестик · g6 чорний хрестик · a5 чорний кружок · c5 чорний кружок · d5 чорний кружок · e5 чорний кружок · f5 чорний кружок · h5 чорний кружок | b6 чорний хрестик · g6 чорний хрестик · a5 чорний кружок · c5 чорний кружок · d5 чорний кружок · e5 чорний кружок · f5 чорний кружок · h5 чорний кружок | b6 чорний хрестик · g6 чорний хрестик · a5 чорний кружок · c5 чорний кружок · d5 чорний кружок · e5 чорний кружок · f5 чорний кружок · h5 чорний кружок | b6 чорний хрестик · g6 чорний хрестик · a5 чорний кружок · c5 чорний кружок · d5 чорний кружок · e5 чорний кружок · f5 чорний кружок · h5 чорний кружок | b6 чорний хрестик · g6 чорний хрестик · a5 чорний кружок · c5 чорний кружок · d5 чорний кружок · e5 чорний кружок · f5 чорний кружок · h5 чорний кружок | b6 чорний хрестик · g6 чорний хрестик · a5 чорний кружок · c5 чорний кружок · d5 чорний кружок · e5 чорний кружок · f5 чорний кружок · h5 чорний кружок | b6 чорний хрестик · g6 чорний хрестик · a5 чорний кружок · c5 чорний кружок · d5 чорний кружок · e5 чорний кружок · f5 чорний кружок · h5 чорний кружок | b6 чорний хрестик · g6 чорний хрестик · a5 чорний кружок · c5 чорний кружок · d5 чорний кружок · e5 чорний кружок · f5 чорний кружок · h5 чорний кружок | 5 |
| 4 | b6 чорний хрестик · g6 чорний хрестик · a5 чорний кружок · c5 чорний кружок · d5 чорний кружок · e5 чорний кружок · f5 чорний кружок · h5 чорний кружок | b6 чорний хрестик · g6 чорний хрестик · a5 чорний кружок · c5 чорний кружок · d5 чорний кружок · e5 чорний кружок · f5 чорний кружок · h5 чорний кружок | b6 чорний хрестик · g6 чорний хрестик · a5 чорний кружок · c5 чорний кружок · d5 чорний кружок · e5 чорний кружок · f5 чорний кружок · h5 чорний кружок | b6 чорний хрестик · g6 чорний хрестик · a5 чорний кружок · c5 чорний кружок · d5 чорний кружок · e5 чорний кружок · f5 чорний кружок · h5 чорний кружок | b6 чорний хрестик · g6 чорний хрестик · a5 чорний кружок · c5 чорний кружок · d5 чорний кружок · e5 чорний кружок · f5 чорний кружок · h5 чорний кружок | b6 чорний хрестик · g6 чорний хрестик · a5 чорний кружок · c5 чорний кружок · d5 чорний кружок · e5 чорний кружок · f5 чорний кружок · h5 чорний кружок | b6 чорний хрестик · g6 чорний хрестик · a5 чорний кружок · c5 чорний кружок · d5 чорний кружок · e5 чорний кружок · f5 чорний кружок · h5 чорний кружок | b6 чорний хрестик · g6 чорний хрестик · a5 чорний кружок · c5 чорний кружок · d5 чорний кружок · e5 чорний кружок · f5 чорний кружок · h5 чорний кружок | 4 |
| 3 | b6 чорний хрестик · g6 чорний хрестик · a5 чорний кружок · c5 чорний кружок · d5 чорний кружок · e5 чорний кружок · f5 чорний кружок · h5 чорний кружок | b6 чорний хрестик · g6 чорний хрестик · a5 чорний кружок · c5 чорний кружок · d5 чорний кружок · e5 чорний кружок · f5 чорний кружок · h5 чорний кружок | b6 чорний хрестик · g6 чорний хрестик · a5 чорний кружок · c5 чорний кружок · d5 чорний кружок · e5 чорний кружок · f5 чорний кружок · h5 чорний кружок | b6 чорний хрестик · g6 чорний хрестик · a5 чорний кружок · c5 чорний кружок · d5 чорний кружок · e5 чорний кружок · f5 чорний кружок · h5 чорний кружок | b6 чорний хрестик · g6 чорний хрестик · a5 чорний кружок · c5 чорний кружок · d5 чорний кружок · e5 чорний кружок · f5 чорний кружок · h5 чорний кружок | b6 чорний хрестик · g6 чорний хрестик · a5 чорний кружок · c5 чорний кружок · d5 чорний кружок · e5 чорний кружок · f5 чорний кружок · h5 чорний кружок | b6 чорний хрестик · g6 чорний хрестик · a5 чорний кружок · c5 чорний кружок · d5 чорний кружок · e5 чорний кружок · f5 чорний кружок · h5 чорний кружок | b6 чорний хрестик · g6 чорний хрестик · a5 чорний кружок · c5 чорний кружок · d5 чорний кружок · e5 чорний кружок · f5 чорний кружок · h5 чорний кружок | 3 |
| 2 | b6 чорний хрестик · g6 чорний хрестик · a5 чорний кружок · c5 чорний кружок · d5 чорний кружок · e5 чорний кружок · f5 чорний кружок · h5 чорний кружок | b6 чорний хрестик · g6 чорний хрестик · a5 чорний кружок · c5 чорний кружок · d5 чорний кружок · e5 чорний кружок · f5 чорний кружок · h5 чорний кружок | b6 чорний хрестик · g6 чорний хрестик · a5 чорний кружок · c5 чорний кружок · d5 чорний кружок · e5 чорний кружок · f5 чорний кружок · h5 чорний кружок | b6 чорний хрестик · g6 чорний хрестик · a5 чорний кружок · c5 чорний кружок · d5 чорний кружок · e5 чорний кружок · f5 чорний кружок · h5 чорний кружок | b6 чорний хрестик · g6 чорний хрестик · a5 чорний кружок · c5 чорний кружок · d5 чорний кружок · e5 чорний кружок · f5 чорний кружок · h5 чорний кружок | b6 чорний хрестик · g6 чорний хрестик · a5 чорний кружок · c5 чорний кружок · d5 чорний кружок · e5 чорний кружок · f5 чорний кружок · h5 чорний кружок | b6 чорний хрестик · g6 чорний хрестик · a5 чорний кружок · c5 чорний кружок · d5 чорний кружок · e5 чорний кружок · f5 чорний кружок · h5 чорний кружок | b6 чорний хрестик · g6 чорний хрестик · a5 чорний кружок · c5 чорний кружок · d5 чорний кружок · e5 чорний кружок · f5 чорний кружок · h5 чорний кружок | 2 |
| 1 | b6 чорний хрестик · g6 чорний хрестик · a5 чорний кружок · c5 чорний кружок · d5 чорний кружок · e5 чорний кружок · f5 чорний кружок · h5 чорний кружок | b6 чорний хрестик · g6 чорний хрестик · a5 чорний кружок · c5 чорний кружок · d5 чорний кружок · e5 чорний кружок · f5 чорний кружок · h5 чорний кружок | b6 чорний хрестик · g6 чорний хрестик · a5 чорний кружок · c5 чорний кружок · d5 чорний кружок · e5 чорний кружок · f5 чорний кружок · h5 чорний кружок | b6 чорний хрестик · g6 чорний хрестик · a5 чорний кружок · c5 чорний кружок · d5 чорний кружок · e5 чорний кружок · f5 чорний кружок · h5 чорний кружок | b6 чорний хрестик · g6 чорний хрестик · a5 чорний кружок · c5 чорний кружок · d5 чорний кружок · e5 чорний кружок · f5 чорний кружок · h5 чорний кружок | b6 чорний хрестик · g6 чорний хрестик · a5 чорний кружок · c5 чорний кружок · d5 чорний кружок · e5 чорний кружок · f5 чорний кружок · h5 чорний кружок | b6 чорний хрестик · g6 чорний хрестик · a5 чорний кружок · c5 чорний кружок · d5 чорний кружок · e5 чорний кружок · f5 чорний кружок · h5 чорний кружок | b6 чорний хрестик · g6 чорний хрестик · a5 чорний кружок · c5 чорний кружок · d5 чорний кружок · e5 чорний кружок · f5 чорний кружок · h5 чорний кружок | 1 |
|   | a | b | c | d | e | f | g | h |   |

При цьому мат швидше ніж за 50 ходів гарантований при найсильнішій грі обох сторін за умови блокування чорного пішака на полях, зазначених чорним кружечком, або до них. При блокуванні ж на або до полів, позначених хрестиком, мат при найсильнішій грі обох сторін гарантується лише на 99 %.

## Приклад
|   | a                                                                                    | b                                                                                    | c                                                                                    | d                                                                                    | e                                                                                    | f                                                                                    | g                                                                                    | h                                                                                    |   |
| 8 | b7 чорний король · d7 білий король · b4 чорний пішак · c4 білий кінь · b3 білий кінь | b7 чорний король · d7 білий король · b4 чорний пішак · c4 білий кінь · b3 білий кінь | b7 чорний король · d7 білий король · b4 чорний пішак · c4 білий кінь · b3 білий кінь | b7 чорний король · d7 білий король · b4 чорний пішак · c4 білий кінь · b3 білий кінь | b7 чорний король · d7 білий король · b4 чорний пішак · c4 білий кінь · b3 білий кінь | b7 чорний король · d7 білий король · b4 чорний пішак · c4 білий кінь · b3 білий кінь | b7 чорний король · d7 білий король · b4 чорний пішак · c4 білий кінь · b3 білий кінь | b7 чорний король · d7 білий король · b4 чорний пішак · c4 білий кінь · b3 білий кінь | 8 |
| 7 | b7 чорний король · d7 білий король · b4 чорний пішак · c4 білий кінь · b3 білий кінь | b7 чорний король · d7 білий король · b4 чорний пішак · c4 білий кінь · b3 білий кінь | b7 чорний король · d7 білий король · b4 чорний пішак · c4 білий кінь · b3 білий кінь | b7 чорний король · d7 білий король · b4 чорний пішак · c4 білий кінь · b3 білий кінь | b7 чорний король · d7 білий король · b4 чорний пішак · c4 білий кінь · b3 білий кінь | b7 чорний король · d7 білий король · b4 чорний пішак · c4 білий кінь · b3 білий кінь | b7 чорний король · d7 білий король · b4 чорний пішак · c4 білий кінь · b3 білий кінь | b7 чорний король · d7 білий король · b4 чорний пішак · c4 білий кінь · b3 білий кінь | 7 |
| 6 | b7 чорний король · d7 білий король · b4 чорний пішак · c4 білий кінь · b3 білий кінь | b7 чорний король · d7 білий король · b4 чорний пішак · c4 білий кінь · b3 білий кінь | b7 чорний король · d7 білий король · b4 чорний пішак · c4 білий кінь · b3 білий кінь | b7 чорний король · d7 білий король · b4 чорний пішак · c4 білий кінь · b3 білий кінь | b7 чорний король · d7 білий король · b4 чорний пішак · c4 білий кінь · b3 білий кінь | b7 чорний король · d7 білий король · b4 чорний пішак · c4 білий кінь · b3 білий кінь | b7 чорний король · d7 білий король · b4 чорний пішак · c4 білий кінь · b3 білий кінь | b7 чорний король · d7 білий король · b4 чорний пішак · c4 білий кінь · b3 білий кінь | 6 |
| 5 | b7 чорний король · d7 білий король · b4 чорний пішак · c4 білий кінь · b3 білий кінь | b7 чорний король · d7 білий король · b4 чорний пішак · c4 білий кінь · b3 білий кінь | b7 чорний король · d7 білий король · b4 чорний пішак · c4 білий кінь · b3 білий кінь | b7 чорний король · d7 білий король · b4 чорний пішак · c4 білий кінь · b3 білий кінь | b7 чорний король · d7 білий король · b4 чорний пішак · c4 білий кінь · b3 білий кінь | b7 чорний король · d7 білий король · b4 чорний пішак · c4 білий кінь · b3 білий кінь | b7 чорний король · d7 білий король · b4 чорний пішак · c4 білий кінь · b3 білий кінь | b7 чорний король · d7 білий король · b4 чорний пішак · c4 білий кінь · b3 білий кінь | 5 |
| 4 | b7 чорний король · d7 білий король · b4 чорний пішак · c4 білий кінь · b3 білий кінь | b7 чорний король · d7 білий король · b4 чорний пішак · c4 білий кінь · b3 білий кінь | b7 чорний король · d7 білий король · b4 чорний пішак · c4 білий кінь · b3 білий кінь | b7 чорний король · d7 білий король · b4 чорний пішак · c4 білий кінь · b3 білий кінь | b7 чорний король · d7 білий король · b4 чорний пішак · c4 білий кінь · b3 білий кінь | b7 чорний король · d7 білий король · b4 чорний пішак · c4 білий кінь · b3 білий кінь | b7 чорний король · d7 білий король · b4 чорний пішак · c4 білий кінь · b3 білий кінь | b7 чорний король · d7 білий король · b4 чорний пішак · c4 білий кінь · b3 білий кінь | 4 |
| 3 | b7 чорний король · d7 білий король · b4 чорний пішак · c4 білий кінь · b3 білий кінь | b7 чорний король · d7 білий король · b4 чорний пішак · c4 білий кінь · b3 білий кінь | b7 чорний король · d7 білий король · b4 чорний пішак · c4 білий кінь · b3 білий кінь | b7 чорний король · d7 білий король · b4 чорний пішак · c4 білий кінь · b3 білий кінь | b7 чорний король · d7 білий король · b4 чорний пішак · c4 білий кінь · b3 білий кінь | b7 чорний король · d7 білий король · b4 чорний пішак · c4 білий кінь · b3 білий кінь | b7 чорний король · d7 білий король · b4 чорний пішак · c4 білий кінь · b3 білий кінь | b7 чорний король · d7 білий король · b4 чорний пішак · c4 білий кінь · b3 білий кінь | 3 |
| 2 | b7 чорний король · d7 білий король · b4 чорний пішак · c4 білий кінь · b3 білий кінь | b7 чорний король · d7 білий король · b4 чорний пішак · c4 білий кінь · b3 білий кінь | b7 чорний король · d7 білий король · b4 чорний пішак · c4 білий кінь · b3 білий кінь | b7 чорний король · d7 білий король · b4 чорний пішак · c4 білий кінь · b3 білий кінь | b7 чорний король · d7 білий король · b4 чорний пішак · c4 білий кінь · b3 білий кінь | b7 чорний король · d7 білий король · b4 чорний пішак · c4 білий кінь · b3 білий кінь | b7 чорний король · d7 білий король · b4 чорний пішак · c4 білий кінь · b3 білий кінь | b7 чорний король · d7 білий король · b4 чорний пішак · c4 білий кінь · b3 білий кінь | 2 |
| 1 | b7 чорний король · d7 білий король · b4 чорний пішак · c4 білий кінь · b3 білий кінь | b7 чорний король · d7 білий король · b4 чорний пішак · c4 білий кінь · b3 білий кінь | b7 чорний король · d7 білий король · b4 чорний пішак · c4 білий кінь · b3 білий кінь | b7 чорний король · d7 білий король · b4 чорний пішак · c4 білий кінь · b3 білий кінь | b7 чорний король · d7 білий король · b4 чорний пішак · c4 білий кінь · b3 білий кінь | b7 чорний король · d7 білий король · b4 чорний пішак · c4 білий кінь · b3 білий кінь | b7 чорний король · d7 білий король · b4 чорний пішак · c4 білий кінь · b3 білий кінь | b7 чорний король · d7 білий король · b4 чорний пішак · c4 білий кінь · b3 білий кінь | 1 |
|   | a                                                                                    | b                                                                                    | c                                                                                    | d                                                                                    | e                                                                                    | f                                                                                    | g                                                                                    | h                                                                                    |   |

1. Кс5+ Кра7
2. Крс7 b3
3. Ка3 (d6) b2
4. Кb5+ Кра8
5. Kd7 (a4) b1Ф
6. Кb6x
або
1. Кc5+ Крb8
2. Кe5 b3
3. Кc6+ Крa8
4. Крc8! b2
5. Кe6 b1Ф
6. Кc7х 